# Последняя охота (фильм, 2022)
«Последняя охота» (англ. The Last Manhunt) — художественный фильм-вестерн американского режиссёра Кристиана Камарго, премьера которого состоялась 18 ноября 2022 года. Одну из главных ролей в картине сыграл Джейсон Момоа, он же написал сценарий.

## Сюжет
Действие фильма происходит на Диком Западе в начале XX века. Молодой индеец Уилли из племени пайютов влюбляется в Карлотту, дочь вождя, и она отвечает ему взаимностью. Однако отец девушки запрещает влюблённым видеться. Происходит конфликт, отец Карлотты погибает, после этого Уилли и Карлотте приходится бежать. Их преследуют шериф и охотники за головами. Карлотта погибает, а Уилли уходит от погони. Шериф тем не менее заявляет, что настиг и убил беглеца, и публикует в газетах поддельный фотоснимок.

## В ролях
- Джейсон Момоа — Большой Джим
- Мартин Сенсмайер — Уилли
- Маиней Кинимака — Карлотта
- Зан МакКлэрнон — Уильям Джонсон
- Лили Глэдстоун — Мэри
- Рауль Макс Трухильо
- Брэндон Оукс — Сегундо
- Кристиан Камарго — шериф Вильсон

## Создание и оценки
Сценарий фильма написали на основе реальной истории Джейсон Момоа и Томас Па Сиббот. Момоа сыграл одного из охотников за головами, а режиссёр проекта Кристиан Камарго — шерифа. Фильм был снят в ретроформате 3:4. Фестивальная премьера состоялась в мае 2022 года, 18 ноября картина вышла в театральный прокат.
Обозреватель A. V. Club Люк Томпсон отметил, что «Последняя охота» недостаточно интересна, чтобы считаться качественным вестерном, и не настолько хорошо снята, чтобы перерасти рамки жанра.